# Pelourinho de Povolide

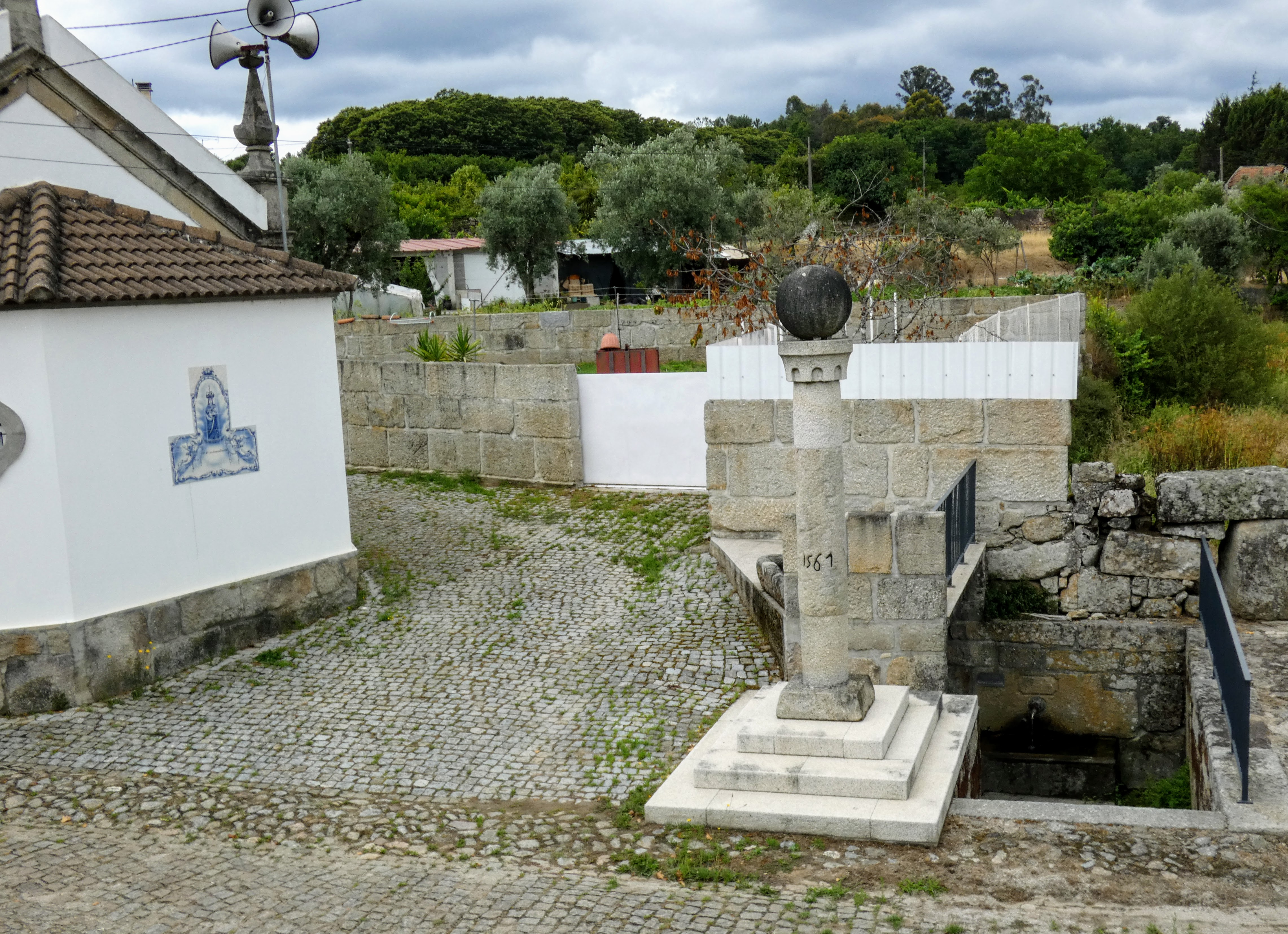
Pelourinho de Povolide, Viseu

Povolide foi vila e sede de concelho até 1855. O pelourinho foi danificado e retirado do local em data incerta.
Porém em 2017, foi restaurado.